# Зојић
Зојић (алб. Zojz) је насељено место у општини Призрен, на Косову и Метохији. Према попису становништва из 2011. у насељу је живело 828 становника.

## Становништво
Према попису из 2011. године, Зојић има следећи етнички састав становништва:
| Националност | 2011.        |
| Албанци      | 813 (98,19%) |
| Ашкалије     | 15 (1,81%)   |
| Укупно       | 828          |

| Демографија | Демографија | Демографија |
| Година      | Становника  | Становника  |
| ----------- | ----------- | ----------- |
| 1948.       | 188         |             |
| 1953.       | 256         |             |
| 1961.       | 316         |             |
| 1971.       | 414         |             |
| 1981.       | 663         |             |
| 1991.       | 972         |             |
| 2011.       | 828         |             |